# Eduard Deisenhofer
Eduard Deisenhofer (ur. 27 czerwca 1909 w Freising, Górna Bawaria, zm. 31 stycznia 1945 w Arnswalde) – niemiecki oficer SS i Waffen-SS. Odznaczony Krzyżem Żelaznym (1940) i Krzyżem Rycerskim (1942).

## Życiorys
Deisenhofer wychował się w rodzinie mieszczańskiej. W szkole był wzorowym uczniem. Po ukończeniu szkoły poszedł na studia. Studiował tam politykę i ekonomię (doktorat). W czasie studiów kontaktował z członkami NSDAP, co wkrótce zaowocowało wstąpieniem (1930) do NSDAP (nr NSDAP 250 226), a w październiku tego samego roku do SS (nr SS 3642).
W 1934 roku otrzymał przydział do Leibstandarte SS Adolf Hitler, jako dowódca 2 Kompanii, I Sturmbann z 1 Pułku SS "Deutschland". W 1935 roku otrzymuje przydział w obozie koncentracyjnym KZ Dachau.
W marcu 1938 roku brał udział w tzw. Anschluss-ie Austrii. W październiku 1938 roku uczestniczył w zajęciu Kraju Sudetów.
Walczył w Kampanii wrześniowej wraz ze swoimi jednostkami, które były odpowiedzialne za działania policyjne i zapewnienie bezpieczeństwa za postępującymi do przodu oddziałami frontowymi. Po zakończeniu  walk jednostka Deisenhofera została wchłonięta do nowo utworzonej Dywizji SS „Totenkopf”. 16 października 1939 roku został dowódcą II Batalionu w 1 Pułku Piechoty SS "Totenkopf". W 1941 roku został dowódcą I Batalionu 9 Pułku Piechoty SS „Germania” z Dywizji Zmotoryzowanej SS „Wiking” z którą znalazł się na Froncie Wschodnim.
W kwietniu 1943 roku, przeniesiono Deisenhofera do Berlina, gdzie miał pracować jako oficer szkoleniowy SS w Inspektoracie Piechoty i Oddziałów Górskich, który był częścią SS Führungshauptamt (Główny Urząd Operacyjny SS, którego głównym zadaniem była kontrola operacyjna Waffen-SS).
Na początku 1944  został zwolniony z obowiązków szkoleniowych i przeniesiony do 21 Pułku Grenadierów Pancernych SS w 10 Dywizji Pancernej SS „ Frundsberg”. Dowodził swoim pułkiem podczas próby przebicia się do okrążonych jednostek 1 Armii Pancernej gen. Hube w kotle pod Kamieńcem-Podolskim.
6 czerwca 1944 roku Alianci dokonali desantu w Normandii. 16 czerwca 1944 roku rozpoczęło się przerzucanie jednostek Dywizji „Frundsberg” na zachód. Dywizja została rozmieszczona w pasie pomiędzy Caen, a Villers-Bocage z zadaniem kontrataku przeciwko siłom 21 Grupy Armii Marszałka polnego Bernarda Montgomerego w rejonie Bayeux. W sierpniu 1944 roku, Deisenhofera skierowano z powrotem na wschód, gdzie miał objąć dowództwo nad 5 Dywizją Pancerną SS „Wiking” (6 sierpnia 1944 - 12 sierpnia 1944).
26 stycznia 1945 roku udał się do Arnswalde na (Pomorzu Zachodnim) w celu przejęcia dowodzenia nad złożoną z ochotników łotewskich, 15 Dywizją Grenadierów SS. W drogę na Pomorze wyruszył samochodem, ale w trakcie podróży jego pojazd został zaatakowany przez sowiecki samolot szturmowy. Zginął Deisenhofer jego kierowca i adiutant.

## Awanse w SS
- SS-Scharführer:          8 lipca 1932
- SS-Truppführer:         17 maja 1933
- SS-Obertruppführer:     21 sierpnia 1933
- SS-Sturmführer:          8 listopada 1933
- SS-Obersturmführer:     20 kwietnia 1934
- SS-Hauptsturmführer:    15 września 1935
- SS-Sturmbannführer:      2 października 1938
- SS-Obersturmbannführer: 20 kwietnia 1942
- SS-Standartenführer:    20 kwietnia 1944
- SS-Oberführer:           1 stycznia 1945[1]